# Villar-Loubière

Villar-Loubière este o comună în departamentul Hautes-Alpes, Franța. În 1 ianuarie 2022 avea o populație de 31 de locuitori.